# COWPERS
COWPERS (カウパァズ) はかつて活動していた日本のロックバンド。1992年結成。2002年解散。北海道札幌市にて結成。

## メンバー

### 最終メンバー
- 竹林 現動（ギター・ヴォーカル） - 解散後はNUMBER GIRLの中尾憲太郎、200MPHのヘラとともにSPIRAL CHORDを結成。2008年に活動休止したのち、2014年にzArAmeを結成。
- 高橋 一朋（ギター） - 解散後はF・I・X、DISCOTORTIONなどに参加。
- 小森 望（ベース・ヴォーカル） - 解散後はmoonwalk・DISCOTORTIONなどに参加。

### 元メンバー
- 戸嶋 智武（ドラムス） - 解散後はzArAmeなどに参加。
- ANI（ドラムス） - 小森の実兄。
- シモ（ギター） - 上京時に在籍。
- 浜野 尚史（ドラムス) - 脱退後は音楽活動を引退。現在は森町に在住。[1]

### メンバー変遷

#### 第一期（1992年9月～1993年12月）
- 竹林 現動（ギター・ヴォーカル）
- 小森 望（ベース・ヴォーカル）
- 戸嶋 智武（ドラムス）

#### 第二期（1994年1月～1994年5月）
- 竹林 現動（ギター・ヴォーカル）
- 高橋 一朋（ギター）
- 小森 望（ベース・ヴォーカル）
- 戸嶋 智武（ドラムス）

#### 第三期（1994年6月～1994年12月）
- 竹林 現動（ギター・ヴォーカル）
- 高橋 一朋（ギター）
- 小森 望（ベース・ヴォーカル）
- ANI（ドラムス）

#### 第四期（1995年1月～1998年4月）
- 竹林 現動（ギター・ヴォーカル）
- 高橋 一朋（ギター）
- 小森 望（ベース・ヴォーカル）
- 浜野 尚史（ドラムス）

#### 第五期（1998年5月～1999年3月）
- 竹林 現動（ギター・ヴォーカル）
- シモ（ギター）
- 小森 望（ベース・ヴォーカル）
- 浜野 尚史（ドラムス）

#### 第六期（1999年4月～2001年12月)
- 竹林 現動（ギター・ヴォーカル）
- 高橋 一朋（ギター）
- 小森 望（ベース・ヴォーカル）
- 浜野 尚史（ドラムス）

#### 第七期（2002年1月～2002年10月)
- 竹林 現動（ギター・ヴォーカル）
- 高橋 一朋（ギター）
- 小森 望（ベース・ヴォーカル）

## 経歴
1992年9月　竹林が同じ大学の軽音サークルに在籍していた小森と戸嶋を誘い、結成。
初期は海外のハードコアバンドのコピーなどを演奏していた。1994年初頭に高橋が加入するが同年6月に戸嶋が脱退。一時的にサポートのような形で小森の兄がドラマーとして加入。
同年12月に浜野が加入するとZK RecordsよりEPを数枚リリース。98年1月に1stアルバム "LOST DAYS"をリリースすると同時に、東京でのライブを機に上京。
しかし上京に伴い高橋が脱退。シモが後任として加入するが違和感を拭い切れず、99年4月ごろにシモを解雇し高橋を再加入させ札幌に帰郷する。
2000年6月に2ndアルバム "揺ラシツヅケル"をリリース。同年7月にZK Recordsから独立し自主レーベルinkdriveより "斜陽"EPをリリースするが、2002年に浜野が一身上の都合で脱退する。その後はサポートドラマーなどを起用しライブ活動を行ったが同年10月1日付で解散した。

## ディスコグラフィ

### デモテープ
- 1992 DEMO (1992年12月)
- パンクミサイル No.99 (1993年)
- SCABBY HEAD THE CREATURE CORE (1994年)

### シングル
- COWPERS (1995年9月)
- curve2 (1997年12月)
- 斜陽 (2000年7月)

### ミニアルバム
- METAL BOWL (1996年4月)
- 4 giga (1996年8月)

### フルアルバム
- LOST DAYS (1998年1月)
- 揺ラシツヅケル (2000年6月）

### スプリット
- DEMO TAPE '93 (1993年) (w:NEXT STYLE)
- COWPERS / STUNTMAN (1996年10月) (w:STUNTMAN)
- COWPERS & HIM KEROSENE (1997年2月) (w:HIM KEROSENE)
- JOHN "SPEEDO" REIS TRIBUTE PLUS... (1998年9月) (w:NAHT)
- COWPERS & SWEEP THE LEG JOHNNY (1998年11月) (w:SWEEP THE LEG JOHNNY)
- FEEDBACK INSANITY (2001年4月) (w:200MPH)

### コンピレーション
- HARD CORE BOWL (1996年8月)
- JAPANESE HOME GROWN vol.2 (1996年10月)
- DIGITAL CATASTROPH 1997 (1997年1月)
- THE CYCLE OF THE MOON (1997年4月）
- PASSED DAYS (1998年6月)
- WE LOVE BUTCHERS (1999年6月)

### ベストアルバム
- EVERY LITTLE SINGLES (1998年7月)

### 映像作品
- RUST DAYS (1998年)
- FEEDBACK INSANITY VHS (2001年) (w:200MPH)